# Schlösser und Katen
Schlösser und Katen ist ein zweiteiliger Spielfilm der DEFA (1. Teil: Der krumme Anton [102 min], 2. Teil: Annegrets Heimkehr [101 min]) nach dem gleichnamigen Roman und Filmszenarium von Kuba über die Veränderungen in einem mecklenburgischen Dorf zwischen 1945 und 1956.

## Handlung

### 1. Teil: Der krumme Anton
Im ersten Teil werden die ersten Nachkriegsjahre im mecklenburgischen Holzendorf thematisiert. Im Juni 1945 flüchtet der Graf vor der Roten Armee mit seinem Besitz in den Westen. Seine Landarbeiter und Knechte lässt er zurück. Der verkrüppelte ehemalige Knecht Anton Zuck, der „krumme Anton“, heiratete vor 17 Jahren die schwangere Marthe. Der Vater dieses Kindes war der damals noch junge Graf. Anton besitzt den Erbschein des Grafen für seine uneheliche Tochter Annegret. Um den Erbschein wird von Ost und West heftig intrigiert. Annegret wird Opfer dieses Intrigenspiels und verlässt schließlich das Dorf, weil sie glaubt, der Maschinenschlosser Heinz, in den sie sich verliebt hat, will nichts mit einer Grafentochter zu tun haben.

### 2. Teil: Annegrets Heimkehr
Der zweite Teil behandelt die frühen 1950er Jahre. Die Bodenreform hat inzwischen stattgefunden. Jahre später kehrt Annegret als diplomierte Zootechnikerin mit einem Sohn auf dem Arm ins Dorf zurück. Die Großbauern halten an ihrer ablehnenden Einstellung gegenüber dem neuen System fest. Anton tritt wieder als Knecht in den Dienst der Großbauern und lässt sich von ihnen ausbeuten.
Die Kritik an den Zuständen in der DDR nimmt zu, am 17. Juni 1953 kommt es zum Aufstand. Als eine der Ursachen des Aufstandes wird im Film in einer für die damaligen Verhältnisse bemerkenswerten Offenheit die zwangsweise Kollektivierung der Landwirtschaft dargestellt. Gutsinspektor Bröker wird zum Mörder. Mit Antons Hilfe kann er jedoch gefasst werden. Zum Schluss findet Anton Verständnis bei seiner Familie und den LPG-Bauern, die ihn in ihre Mitte aufnehmen.

## Produktion
Schlösser und Katen wurde unter den Arbeitstiteln Der Gerade und der Krumme und Der Schein in s/w gedreht. Beide Teile hatten am 8. Februar 1957 im Berliner Kino Babylon Premiere.
Der unter der Regie von Kurt Maetzig und der Regieassistenz von Bernd Braun und Frank Beyer im DEFA-Studio für Spielfilme entstandene Zweiteiler birgt eine Kuriosität in seiner Entstehung.
Der Hauptdarsteller Raimund Schelcher litt an Alkoholproblemen und fiel deshalb ständig aus, was die Dreharbeiten fast scheitern ließ. Kurt Maetzig griff daher zu der drastischen Maßnahme, die Hauptrolle zwei Wochen lang parallel mit Hans Hardt-Hardtloff zu besetzen.
„Er [Maetzig] sagte mir, dass er das aus rein pädagogischen Erwägungen gemacht habe, quasi um seinen dem Alkohol ergebenen Hauptdarsteller auf den Weg der Tugend zurückzuführen, was auch einigermaßen gelungen sein soll.“ Das berichtete Andreas Dresen in einem Interview zur Idee seines Films Whisky mit Wodka, der diesen Gedanken der Doppelbesetzung aufgreift und dessen Drehbuch von Wolfgang Kohlhaase die Dreharbeiten Maetzigs an Schlösser und Katen zum Vorbild nimmt.

## Kritiken
„Das umfassende Thema wird von der weit ausholenden Dorfballade trotz guter Darsteller inszenatorisch nicht immer bewältigt; neben vielen menschlich packenden Szenen stehen auch konstruierte und psychologisch wenig glaubhafte Handlungsmomente. Politisch ist der Film von Interesse, weil er sich ganz dem Aufbau eines sozialistischen Vaterlandes verschrieben hat … Zudem einer der wenigen DEFA-Filme, in denen der Volksaufstand des 17. Juni 1953 thematisiert und durchaus kritisch mit SED-Parteientscheidungen umgegangen wird.“

„Aber die Darstellung eines großen historischen Prozesses, vermittelt über ein reiches Figuren-Ensemble, über die Entwicklung widerspruchsvoller Charaktere, das ist hinsichtlich epischer Größe und poetischer Ausdruckskraft der Gestalten nicht wieder so erreicht worden. Der Film kulminiert in der Figur des Krummen Anton, der […] zu den bedeutendsten Gestalten zählt, die DEFA-Filme hervorgebracht haben. Voraussetzung dafür war der Mut, einen schwerfälligen, „ganz im Dunkel des Gestern befangenen, die jahrhundertealte Welt der Herren und der Knechte mit sich herumschleppenden, innerlich und äußerlich verunstalteten Menschen“ als Ausgangspunkt der Fabel zu nehmen.“